# سینه‌سرخ جزیره جنوبی
سینه‌سرخ جزیره جنوب (نام علمی: Petroica australis) نام یک گونه از سرده سینه‌سرخ‌های سنگ‌نشین است.